# Versículo

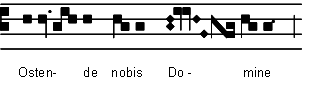
O início do versículo do Aleluia no oitavo modo "Ostende nobis"

Define-se versículo como um parágrafo curto, com o qual pode-se subdividir o capítulo de um livro sagrado, como ocorre na Bíblia e no Alcorão.

## O versículo na Bíblia
A versão clássica da Bíblia contém 31.102 versículos, dos quais 23.145 no Antigo Testamento e 7.957 no Novo Testamento.
O número pode variar de acordo com as versões impressas, de acordo com a forma em que se dividem alguns salmos, que pode ou não incluir as dedicações.
A subdivisão em versículos não é original. A versão definitiva foi inventada pelo editor francês Robert Estienne, por ocasião de sua edição da Bíblia em 1555.

## O versículo no Alcorão
Ao contrário da Bíblia, a divisão do Alcorão em capítulos (chamados suras) e em versículos (ayat) é original.
O termo utilizado para nomear os versículos do Alcorão não é apenas um termo tipográfico, mas ressalva o fato de que cada verso é uma revelação milagrosa.